# Oliver Wendell Holmes (escritor)
Oliver Wendell Holmes, Sr. (Cambridge, Massachusetts; 29 de agosto de 1809-Boston, 7 de octubre de 1894) fue un médico de profesión, que ganó fama como escritor y se convirtió en uno de los poetas estadounidenses más reconocidos del siglo XIX. Uno de sus hijos, Oliver Wendell Holmes Jr., fue uno de los más célebres jueces del Tribunal Supremo de los Estados Unidos.
Era hijo de Abiel Holmes (1763-1837), un clérigo calvinista y ávido historiador que escribió los Anales de América y poesías, y su segunda mujer, Sarah Wendell, hija de una importante familia de Nueva York. 
Estudió en la Phillips Academy en Andover, Massachusetts, y en el Harvard College. Ganó fama con su poema «Old Ironsides» sobre la fragata decimonónica USS Constitution, cuyo destino era el desguace. El poema tuvo tanta fama que se decidió convertir a la fragata en un monumento en vez de desguazarla. En otro de sus poemas, se refirió al terremoto que sacudió Lisboa en el año 1755

## Crítica a la homeopatía
Wendell consideraba la homeopatía, como una falsa ciencia, una 'masa mezclada de ingenio perverso, de erudición de oropel, de credulidad imbécil y de tergiversación ingeniosa, muy a menudo mezclada en la práctica'. En 1842, publicó el ensayo La homeopatía y sus delirios afines (Homeopathy and Its Kindred Delusions) en el que denunció esta práctica pseudocientífica.